# City on the Edge of Forever
City on the Edge of Forever (op de dvd van seizoen 2 Flashbacks genoemd) is de 20e aflevering van Comedy Centrals animatieserie South Park. Ze was voor het eerst te zien op 17 juni 1998.

## Plot
Verschillende kinderen uit de klas rijden op een bergweg. Wanneer de bus crasht en over een klif komt te hangen, verlaat Ms. Crabtree de bus op zoek naar hulp. Ze zegt dat niemand de bus mag verlaten omdat als ze dit wel doen een groot, eng monster hen opeet.
De jongens gaan dan herinneringen ophalen van hun vorige avonturen. Afleveringen als: Cartman Gets an Anal Probe, Weight Gain 4000, en Death worden behandeld. Maar, de herinneringen aan die afleveringen zijn steeds anders dan dat ze in werkelijkheid waren. Bijvoorbeeld, normaal als Stan bij Wendy in de buurt komt braakt hij over haar heen maar, in de herinneringen zoent hij met haar. Ook bij het einde van iedere herinnering eten ze ijs of er gebeurt iets wat met ijs te maken heeft. Als ze weer terug zijn naar de "werkelijkheid" zegt een van de jongens: "Now that's what I call a sticky situation!", waarna iedereen lacht. Sommige herinneringen zijn helemaal niet van South Park, Fonzies sprong over een aantal bussen is uit de aflevering Fearless Fonzarelli van de televisieserie Happy Days. Later probeert een van de kinderen het toch om te ontsnappen uit de bus, wanneer hij een eindje van de bus af is en de rest ook gelooft dat er niets aan de hand is, springt er een groot monster uit de struiken (ingesproken door Henry Winkler de acteur die Fonzie speelde in Happy Days) die de jongen opeet en even later zijn overblijfselen tegen de ramen van de bus aan gooit wat de kinderen erg bang maakt.
Ms. Crabtree ontmoet op haar reis een man genaamd Marcus (of Mitch). Hij wordt verliefd op haar en geeft haar Rohypnol zodat ze met hem naar bed wil gaan maar op Ms. Crabtree werkt het niet. Door haar geschreeuw krijgt ze een korte baan in een nachtclub en mag ze een keer bij Jay Leno komen.
In de laatste flashback denkt Cartman terug aan de aflevering Cartman's Mom is Still a Dirty Slut waarin onthuld wordt wie zijn vader is. Hij maakt een vergissing omdat hij denkt dat John Elway zijn vader is maar in werkelijkheid was het zijn moeder die een hermafrodiet is. Kyle zegt dus: "I thought your father was your mother 'cause she had a penis." Cartman is erg kwaad op Kyle en rent door de bus om hem aan te vallen. Dit zorgt ervoor dat de bus gaat schommelen en breekt waarbij Craig in de afgrond valt. De bus valt dan uiteindelijk in de afgrond waarna hij landt in een bak vol met ijs. Cartman komt er dan opeens achter dat alles eigenlijk nergens op slaat en wordt dan wakker uit een droom. Cartmans moeder komt dan naar zijn bed om hem ontbijt te brengen, hij legt de droom uit en dan gaan ze samen eten, het ontbijt bestaat uit kevers waar ze samen kennelijk dol op zijn. Precies op dat moment wordt Stan wakker die dan meteen Kyle belt om hem te vertellen over zijn rare droom. Ze besluiten dan om samen met Cartman en Kenny hamburgers te gaan eten.
Dan zegt Marcus tegen Ms. Crabtree, die samen bij een meer zitten en duidelijk verliefd op elkaar zijn, dat dit een droom is. Ms. Crabtree is er niet in geïnteresseerd en wil alleen maar dat dit moment zo lang mogelijk duurt.

## Kenny's dood
- Kenny gaat officieel dood wanneer het monster boven op de bus staat en hem eruit trekt en opeet. Hij keert daarna nog een paar keer terug in de bus, maar omdat de hele aflevering een droom is, is hij feitelijk helemaal niet dood gegaan. Hij gaat ook dood in een flashback nadat Fonzie over de bussen is gesprongen. Hij kan niet op tijd stoppen en raakt dan Kenny die hij met zijn hoofd tegen een muur gooit.

## Foutjes
- In meerdere scènes is te zien dat de bus voor meer dan de helft over de klif hangt. Op die manier zou de bus nooit in evenwicht kunnen blijven, en zou hij naar beneden moeten vallen.
- Even nadat Cartman klaar is met de Fonzie flashback is Kenny nog even te zien wanneer de camera van buiten de bus af kijkt.
- Wanneer de kinderen in paniek zijn in de bus, rent Craig door de bus waarbij zijn pet hetzelfde is als die van Stan maar in normale kleuren.